# Pneumokonióza
Pneumokoniózy (zaprášení plic) jsou onemocnění plic, která vznikají po vniknutí minerálního prachu, který vyvolává chronické zánětlivé změny na plicích. Důsledkem je porucha funkce plic. Jsou typickým příkladem nemocí z povolání. Nejčastějšími škodlivými vdechovanými prachy jsou anorganické (minerální) látky.
Nejnebezpečnější je oxid křemičitý (SiO2), který způsobuje silikózu. Silikóza je nejčastější nemoc z povolání. Postihuje pracovníky, kteří přicházejí do styku s oxidem křemičitým a vdechují jej (horníci, brusiči skla, výrobci porcelánu…). Prach vniká do plicních sklípků. V nich vznikne drobný zánět. Po zánětu vznikne v plicích nefunkční vazivová tkáň, připomíná uzlíky, nazýváme je silikotické uzlíky. Při dalším vdechování oxidu křemičitého se uzlíky postupně zvětšují. Nemoc se vyvíjí 15–20 let. Často se kombinuje s jinými onemocněními plic.

## Typy
- kolagenní pneumokonióza – vytváří se velké množství vaziva
  - silikóza
  - silikatóza
  - azbestóza
  - berylióza
  - talkóza
- nekolagenní pneumokonióza – mírné vytváření vaziva, ne příliš progresivní
  - antrakóza

Důležité je dbát na prevenci, používat ochranné pomůcky, při broušení skla chladit pracovní plochu vodou atd.